# Baron Altham
Baron Altham, of Altham in the County of Cork, war ein erblicher britischer Adelstitel, der in der Peerage of Ireland verliehen wurde.

## Verleihung und weitere Titel
Der Titel wurde am 14. Februar 1681 für Altham Annesley geschaffen, den zweitgeborenen Sohn von Arthur Annesley, 1. Earl of Anglesey und dessen Gattin Elizabeth Altham, der Tochter und Miterbin des englischen Juristen Sir James Altham († 1617). Der Titel wurde ihm mit dem besonderen Vermerk verliehen, dass er in Ermangelung eigener männlicher Nachkommen auch an seine jüngeren Brüder männliche Nachkommen vererbbar sei.
Sein minderjähriger Sohn, der 2. Baron, überlebte ihn nur um ein Jahr, sodass der Titel gemäß der besonderen Verleihung an dessen Onkel als 3. Baron fiel. Als dessen Sohn, der 4. Baron 1727 starb, war dessen minderjähriger Sohn James Annesley verschollen – er war entführt und nach Amerika in die Vertragsknechtschaft verkauft worden. Daher folgte statt diesem sein Onkel als 5. Baron Altham, der dadurch auf in der Erbfolge auf den Titel Earl of Anglesey aufrückte und 1737 auch diesen Titel als 6. Earl erbte, nebst den nachgeordneten Titeln 7. Viscount Valentia, 7. Baron Mountnorris und 6. Baron Annesley. Seinem Neffen James gelang es 1741 nach England zurückzukehren, jedoch gelang es ihm nicht, die Titel zu erlangen, bevor er 1760 starb. 1761 starb auch sein Onkel, der 6. Earl, ohne Nachkommen. Dadurch erloschen das Earldom Anglesey und die Baronie Annesley, die Viscountcy Valentia und die Baronien Mountnorris und Altham fielen indessen an seinen Verwandten Arthur Annesley als 8. Viscount. Dieser wurde 1793 zum Earl of Mountnorris erhoben. Beim Tod von dessen Sohn, dem 2. Earl Mountnorris, am 23. Juli 1844 erloschen schließlich das Earldom Mountnorris und die Baronie Altham, die übrigen Titel fielen an seinen Verwandten Arthur Annesley als 10. Viscount Valentia.

## Liste der Barone Altham (1681)
- Altham Annesley, 1. Baron Altham († 1699)
- James Annesley, 2. Baron Altham († 1700)
- Richard Annesley, 3. Baron Altham (1655–1701)
- Arthur Annesley, 4. Baron Altham (1689–1727)
- Richard Annesley, 6. Earl of Anglesey, 5. Baron Altham (1694–1761)
- Arthur Annesley, 1. Earl of Mountnorris, 6. Baron Altham (1744–1816)
- George Annesley, 2. Earl of Mountnorris, 7. Baron Altham (1769–1844)